# L’Aquila
L’Aquila [ˈlaːkwila] (italienisch für der Adler) ist die Hauptstadt der Region Abruzzen und der Provinz L’Aquila in Italien. L’Aquila zählt 69.717 Einwohner (Stand 31. Dezember 2023) und liegt 118 km nordöstlich von Rom und 106 km westlich von Pescara.

## Name
Die Stadt bekam bei ihrer Gründung im 13. Jahrhundert den Namen Aquila (Adler), der sich vermutlich von der alten Bezeichnung des Ortes Accula oder Acquillo (kleiner Bach, wasserreicher Ort) herleitet, aber auch auf den Reichsadler anspielt, was im Stadtwappen zum Ausdruck kommt. 1861 wurde sie in Aquila degli Abruzzi umbenannt. Seit 1939 trägt sie den Namen L’Aquila.

## Geografie
L’Aquila liegt auf rund 700 Metern im weiten Tal des Aterno. Es wird von allen Seiten von den Bergen der Abruzzen beherrscht, darunter im Osten dem Gran Sasso d’Italia, dem höchsten Berg des italienischen Festlands außerhalb der Alpen. Das Gemeindegebiet hat eine sehr große Ausdehnung, zu dem neben der Kernstadt zahlreiche Dörfer und Weiler im Tal des Aterno und im Altopiano delle Rocche gehören. Ein großer Teil des Gemeindegebiets gehört zum Nationalpark Gran Sasso und Monti della Laga, dessen Sitz im Teilort Assergi liegt.
Die Nachbarorte sind Antrodoco (RI), Barete, Barisciano, Borgorose (RI), Cagnano Amiterno, Campotosto, Capitignano, Crognaleto (TE), Fano Adriano (TE), Fossa, Isola del Gran Sasso d’Italia (TE), Lucoli, Magliano de’ Marsi, Ocre, Pietracamela (TE), Pizzoli, Rocca di Cambio, Rocca di Mezzo, Santo Stefano di Sessanio, Scoppito und Tornimparte.

### Geologie

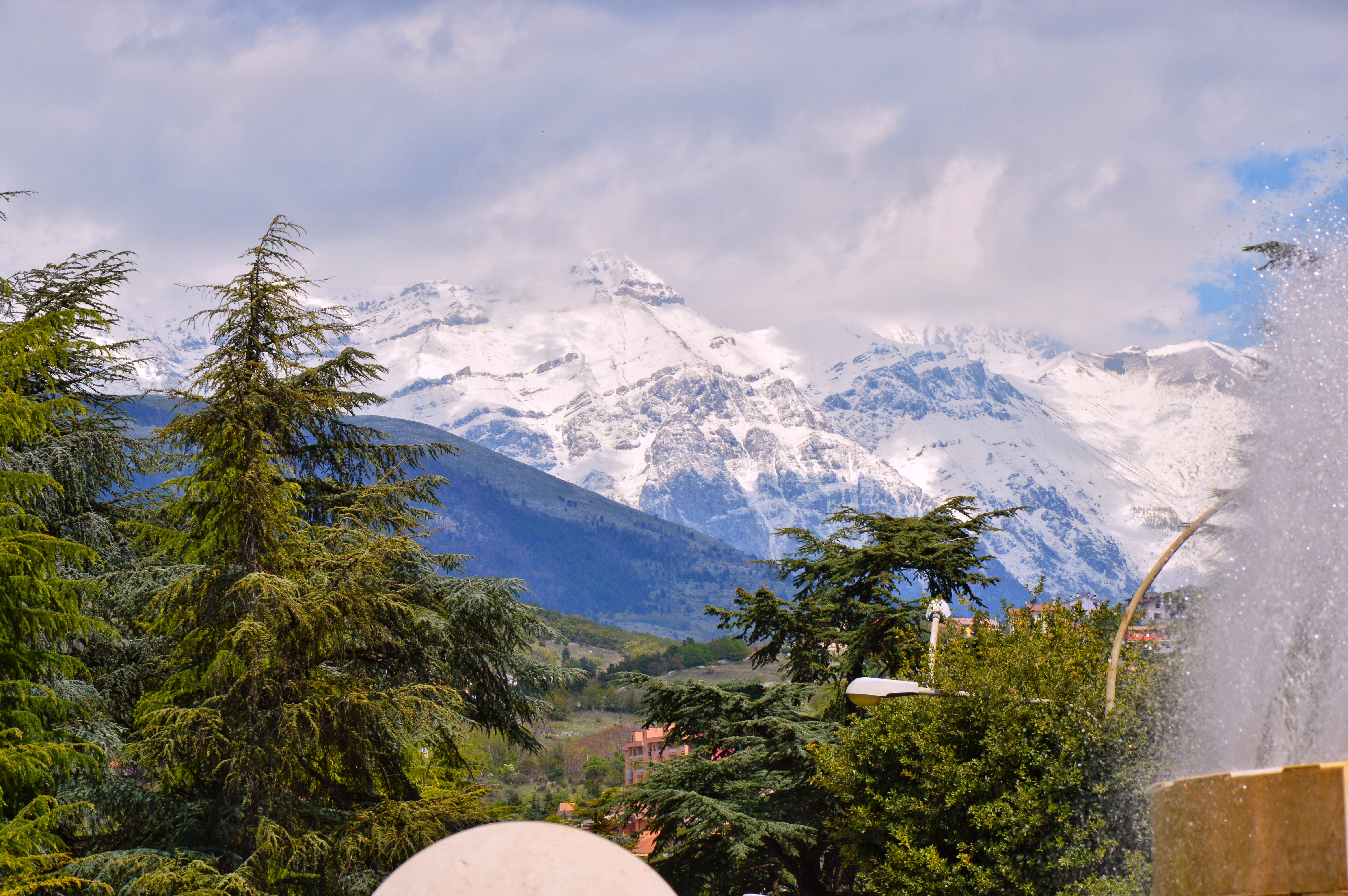
Der Gran Sasso von L’Aquila aus gesehen

Die Apenninen werden von Plattengrenzen durchlaufen, weshalb L’Aquila häufig von Erdbeben heimgesucht wurde. Das erste überlieferte Beben fand am 3. Dezember 1315 statt. Am 2. Februar 1703 forderte ein schweres Beben 2400 Opfer. Bei einem Erdbeben am 31. Juli 1786 entstanden Schäden in der Stadt. Auch beim Erdbeben von Avezzano am 13. Januar 1915 sowie am 24. Juni 1958 war die Stadt betroffen.
Beim Erdbeben von L’Aquila am 6. April 2009 wurden Teile der Altstadt zerstört. Entlang der Via XX. Settembre waren schwere Schäden zu verzeichnen. Am stärksten waren die Dörfer im östlichen Gemeindegebiet betroffen, darunter der Ortsteil Onna. 308 Menschen starben und – nach Schätzungen – wurden rund 17.000 obdachlos.

## Geschichte
L’Aquila ist eine der wenigen großen mittelalterlichen Stadtgründungen. 1230 entstand es nach dem Willen Kaiser Friedrichs II. als Aquila an der Stelle von – nach der Überlieferung – 99 Dörfern. Er wollte durch die Anlage der Stadt den Einfluss des Königreichs Sizilien im Norden sichern. Zu diesem Zweck wurden 99 Bezirke der Provinz in der Stadt repräsentiert. 1254 wurde seine Konstruktion unter Friedrichs Sohn Konrad IV. fertiggestellt.
Seither hat die Zahl 99 für die Aquilaner eine besondere Bedeutung. Die Uhr am Rathausturm schlägt 99-mal und in der „Fontana delle 99 cannelle“ (Brunnen der 99 Röhren) sprudelt das Wasser aus 93 Masken und 6 einfachen Röhren.
1294 führte die Bulle Inter sanctorum solemnia von Papst Coelestin V., ein Ablassprivileg für die Kirche Santa Maria di Collemaggio, zur Entstehung der alljährlichen Festlichkeiten der Perdonanza Celestiniana, seit 2019 Immaterielles Kulturerbe der UNESCO. Das Original der Bulle wird von der Stadt als kostbarer Schatz gehütet.
Ihre Stadtmauer war 1316 vollständig errichtet. Bald eine der wichtigsten Städte des Königreichs Neapel, wurde dem Rat der Stadt unter Karl II. ein Kämmerer beigestellt.
Im 15. Jahrhundert hatte es etwa 8000 Einwohner und war die wichtigste Festung im Königreich Neapel. Es wurde ein Zentrum der Renaissance. 1528 wurde die Stadt von Kaiser Karl V. für die spanische Krone erobert. Die Stadt rebellierte gegen die Fremdherrschaft. Zur Aufrechterhaltung ihrer Macht und als Schutz gegen die unzufriedenen Aquilaner erbauten die Spanier eine kräftige Trutzburg (Forte Spagnolo). Heute ist die Festung, die die Jahrhunderte sehr gut überstanden hat, Sitz des Nationalmuseums der Abruzzen und dient Konzertaufführungen.

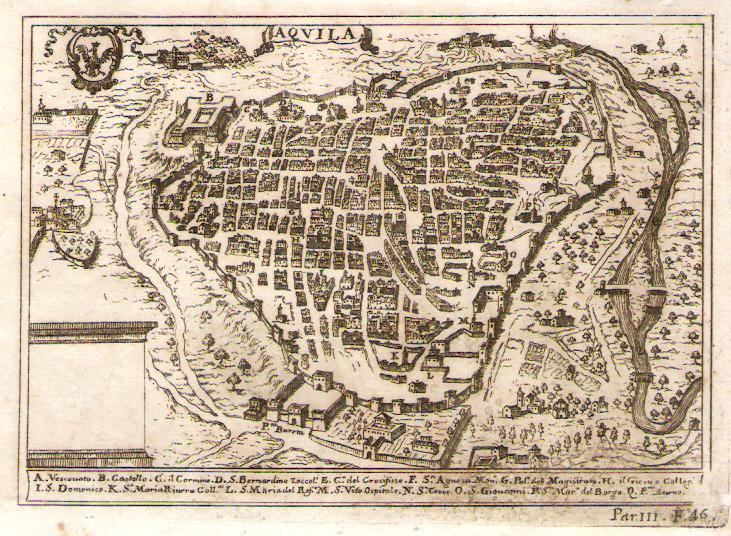
L’Aquila um 1703

Nach dem Erdbeben von 1786 wurde die Stadt teilweise im Stil des Barock neu aufgebaut. Nach der Vereinigung mit dem Königreich Italien 1861 wurden die Abruzzen von der wirtschaftlichen Entwicklung abgehängt und wurden zum Auswanderergebiet. Erst nach dem Zweiten Weltkrieg kam ein wirtschaftlicher Aufschwung in Gang.
Am 6. April 2009 zerstörte ein Erdbeben große Teile der Stadt. Es gab 308 Todesopfer, rund 33.700 Menschen mussten ihre Häuser verlassen, und von diesen mussten danach 22.800 Personen in staatlichen Wohnprojekten leben. Waren 2014 noch große Teile der Innenstadt gesperrt, so wurde inzwischen der Wiederaufbau begonnen; einige Cafés und die Universität sind wieder geöffnet.
Der damalige langjährige Premierminister Silvio Berlusconi versprach den Erdbebenopfern von L’Aquila umgehend Hilfe. Es gibt Indizien, dass die Mafia die Behörden infiltriert hat und Hilfsgelder bei ihr versickern. Bis in L’Aquila die Bauarbeiten aufgenommen wurden, dauerte es fast fünf Jahre. Aus diesem Grund übte auch die Organisation für wirtschaftliche Zusammenarbeit und Entwicklung (OECD) scharfe Kritik am Wiederaufbau: Die Pläne für die Rekonstruktion der Stadt seien ineffizient, unkoordiniert und kurzsichtig. Eine Strategie für die Zukunft der Stadt fehle.
Im Januar 2014 wurden vier Personen wegen Korruptionsverdachts beim Wiederaufbau festgenommen, darunter der ehemalige Stadtrat und ein Ex-Gemeinderat. Insgesamt geht es um etwa eine halbe Million Euro an Schmiergeldern, die Unternehmer nach dem Erdbeben 2009 für Sanierungs- und Sicherheitsaufträge gezahlt haben sollen.

## Bevölkerungsentwicklung
| Jahr      | 1861   | 1881   | 1901   | 1921   | 1936   | 1951   | 1971   | 1991   | 2001   | 2013   | 2022   | 2024   |
| --------- | ------ | ------ | ------ | ------ | ------ | ------ | ------ | ------ | ------ | ------ | ------ | ------ |
| Einwohner | 33.569 | 39.072 | 43.829 | 48.204 | 51.160 | 54.633 | 60.131 | 66.813 | 68.503 | 70.967 | 69.210 | 70.344 |

Quelle: ISTAT

## Kultur und Lebensart vor und nach dem Erdbeben von 2009

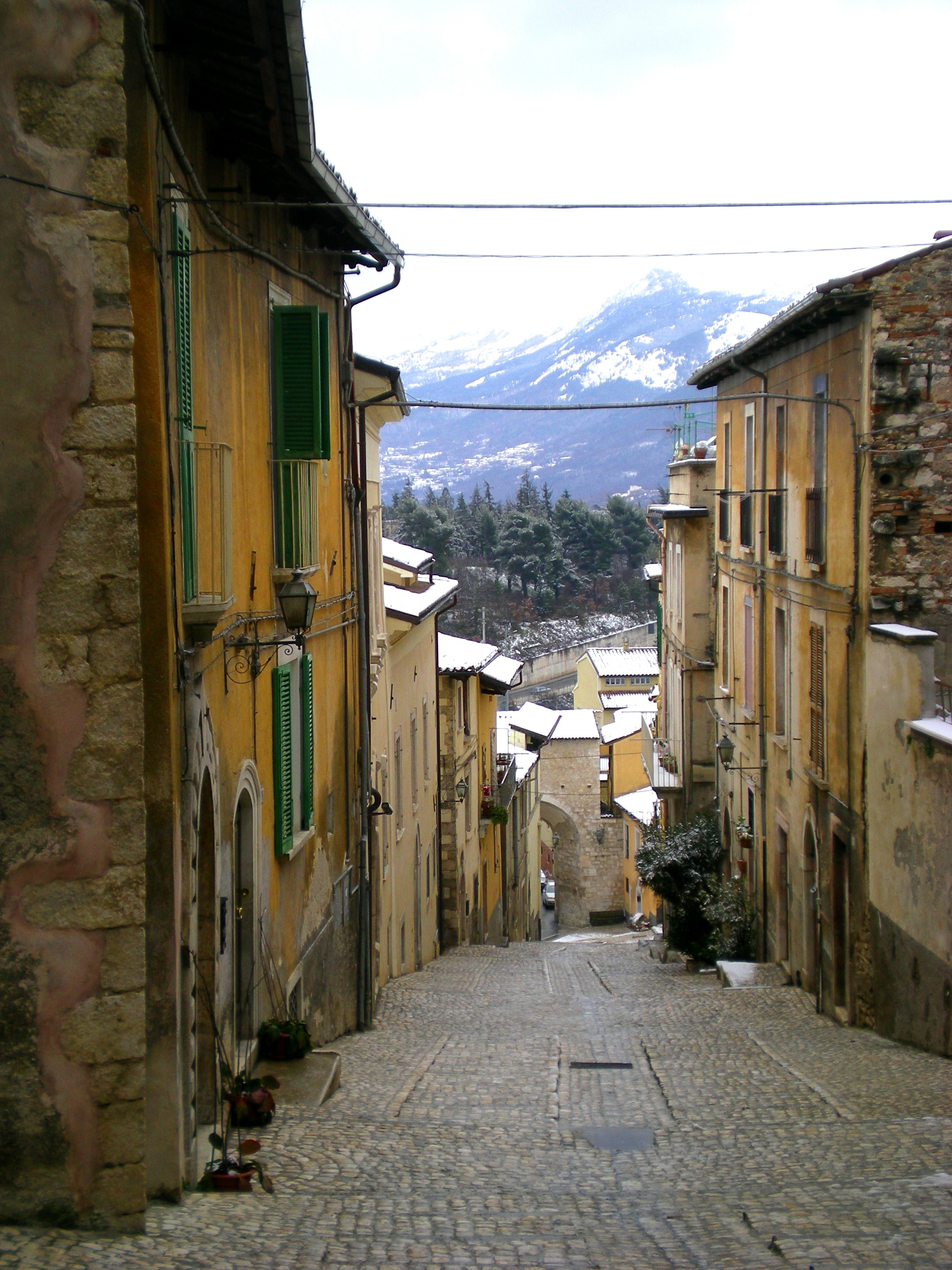
Gasse mit Wohnhäusern in der Altstadt von L’Aquila

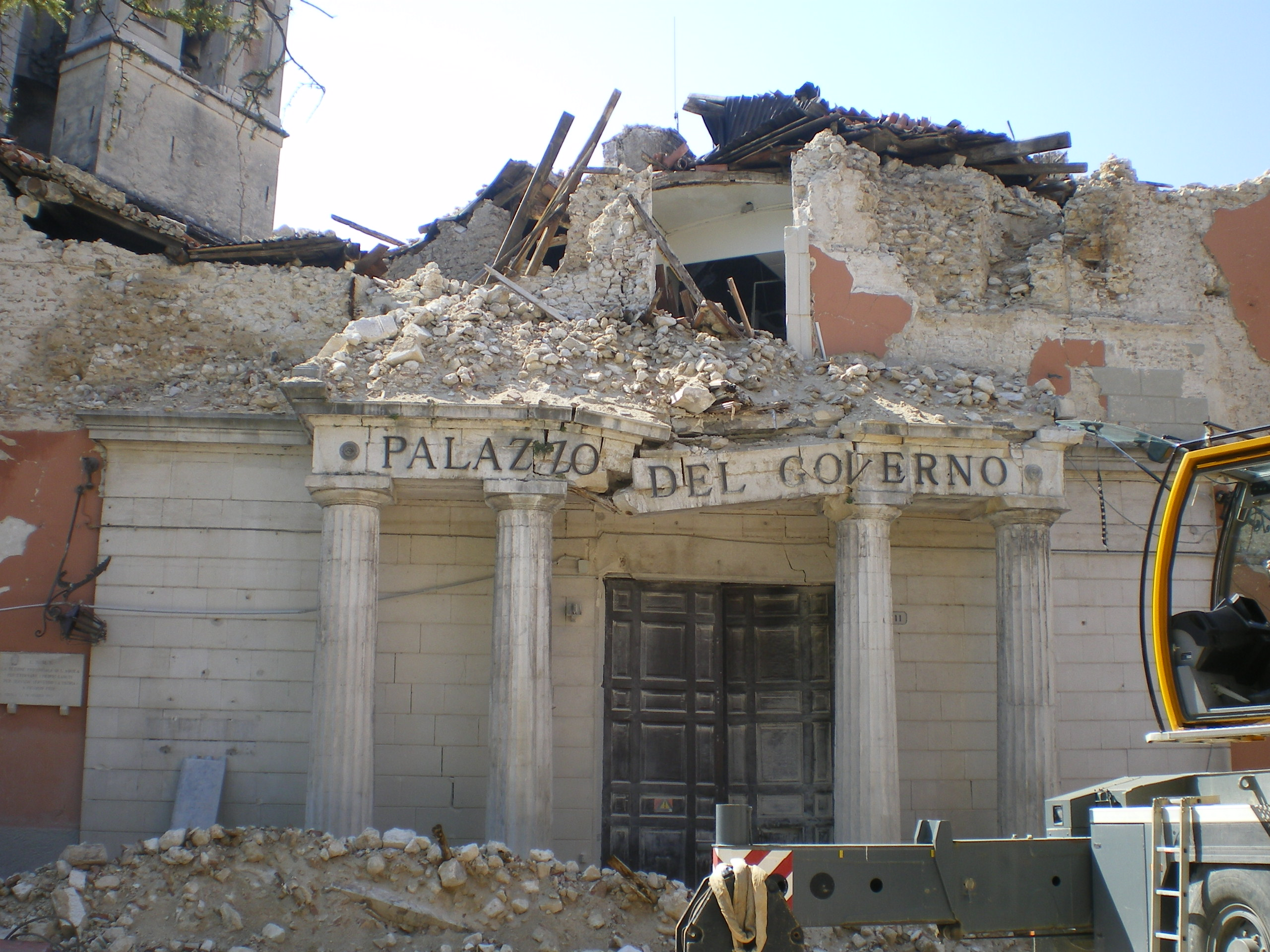
Palazzo della Prefettura nach dem Erdbeben 2009

Die Stadt hatte in den Jahren vor dem Erdbeben von 2009 einen wirtschaftlichen Aufschwung erlebt. Als Universitätsstadt (begründet 1458) beherbergte sie ein pulsierendes, kulturell reichhaltiges Leben. Regelmäßig fanden Jazzkonzerte und Theateraufführungen statt. Es fand auch ein täglicher Markt statt. Geprägt ist die Stadt durch zahlreiche Plätze, alle durch Brunnen, Kirchen oder Palazzi geschmückt. Mit Stand von 2009 gab es zahlreiche Lokale. Wegen seines kulturellen Eigenlebens bezeichnete der amerikanische Pianist Arthur Rubinstein L’Aquila als das „Salzburg der Abruzzen“.
Die nach dem Erdbeben gebauten Neusiedlungen und Einkaufszentren stehen Kilometer entfernt von der Altstadt, die zu einem verlassenen Ort wurde. Erst 2018 wurde der Wiederaufbau des Zentrums tatsächlich in Angriff genommen. Für viele Häuser war es nach fast zehn Jahren für eine Sanierung zu spät, sie mussten abgerissen werden. Seitdem ist die historische Innenstadt eine großflächige Baustelle.

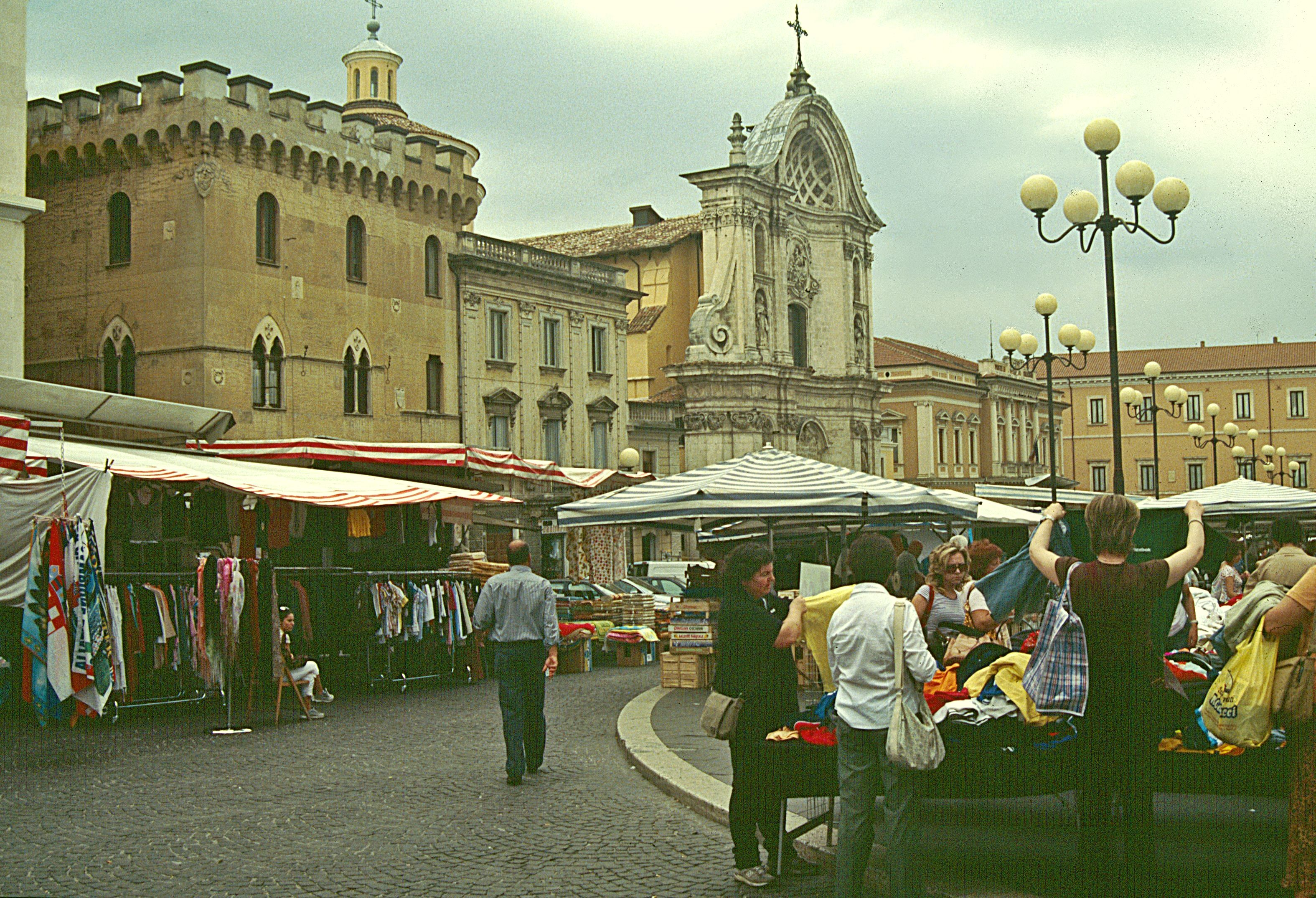
Domplatz 2008
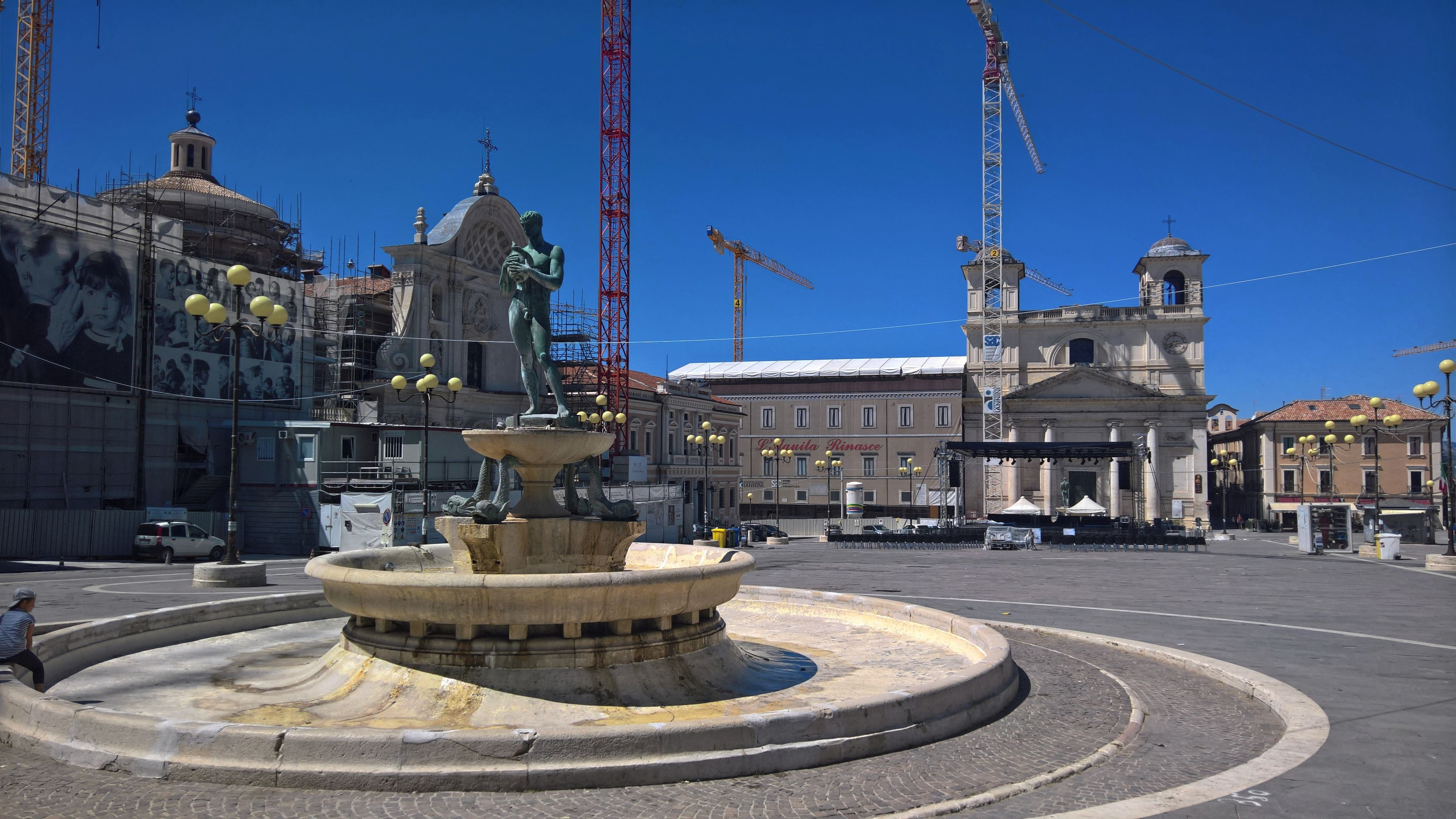
Domplatz 2017
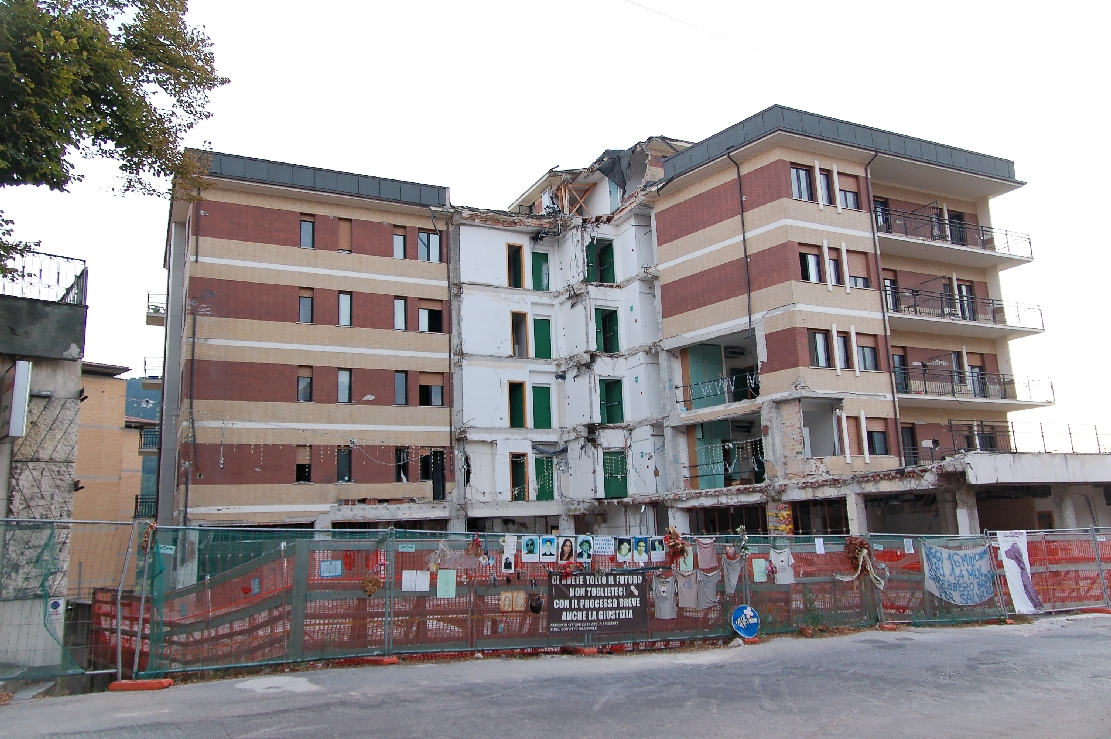
Zerstörtes Wohnhaus
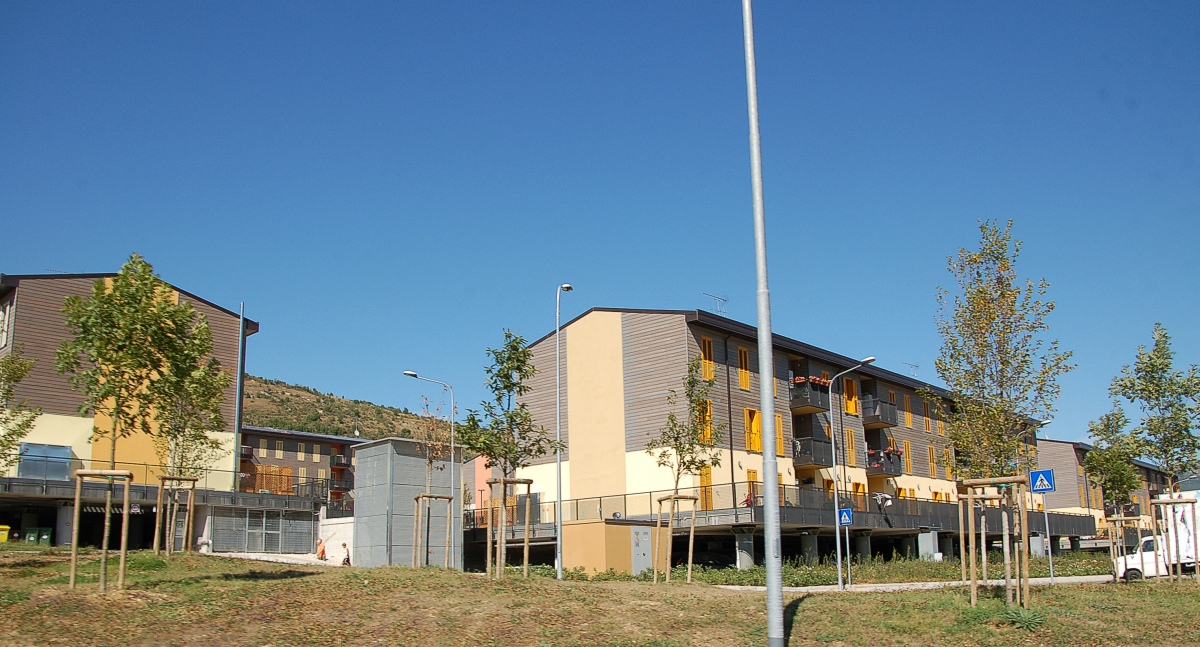
Erdbebensichere Wohnhäuser in L’Aquila

## Sehenswürdigkeiten

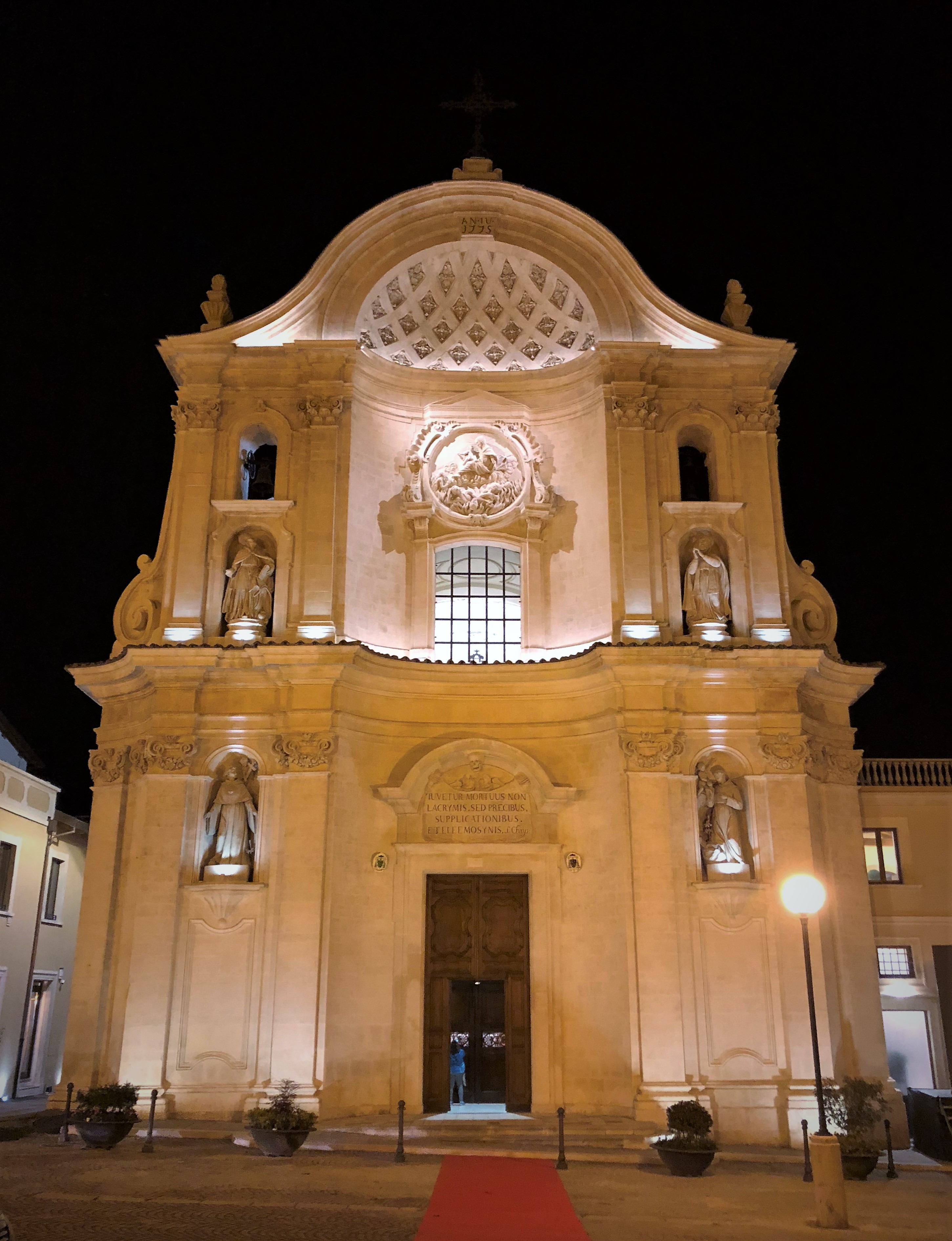
Santa Maria del Suffragio

Im Stadtzentrum findet der Kunstinteressierte an allen Ecken kleine Sehenswürdigkeiten: Kirchen und Fresken aus dem Mittelalter, der Renaissance und dem Barock, charmante Innenhöfe, Arkaden, „Palazzi Nobiliari“ (Adligenpalazzi) und Herrenhäuser (Palazzo Centi, Palazzo Dragonetti, das Renaissance-Herrenhaus von Messer Jacopo di Notar Nanni, die Villa von Buccio di Ranallo, Palazzo Alfieri und anderes).
Der Ort hat im Zentrum sehr viel mittelalterliche Bausubstanz sowie Gebäude aus der frühen Neuzeit aufzuweisen, wie etwa die monumentale Grabeskirche des heiligen Bernhardin von Siena mit einer Fassade von 1525.
Die Bernhardinbasilika und zahlreiche andere Sehenswürdigkeiten wurden beim Erdbeben vom 6. April 2009 schwer beschädigt. Noch am Tag des Erdbebens versprach der Präsident des Monte dei Paschi di Siena, Giuseppe Mussari, in der RAI-Sendung Porta a Porta, die Restaurierung zu finanzieren.

Kirche Santa Maria di Collemaggio

Unterhalb der Altstadt liegt das Grab von Papst Coelestin V. in der Kirche Santa Maria di Collemaggio vor den Toren der Stadt, wo er vor der Wahl zum Papst eine Einsiedelei gegründet hatte und in der er inthronisiert wurde. Die Basilika wurde 1287 begonnen und besitzt eine weiß-rosa gemusterte bemerkenswerte romanisch-gotische Fassade mit dem für die Abruzzen typischen horizontalen Schema.

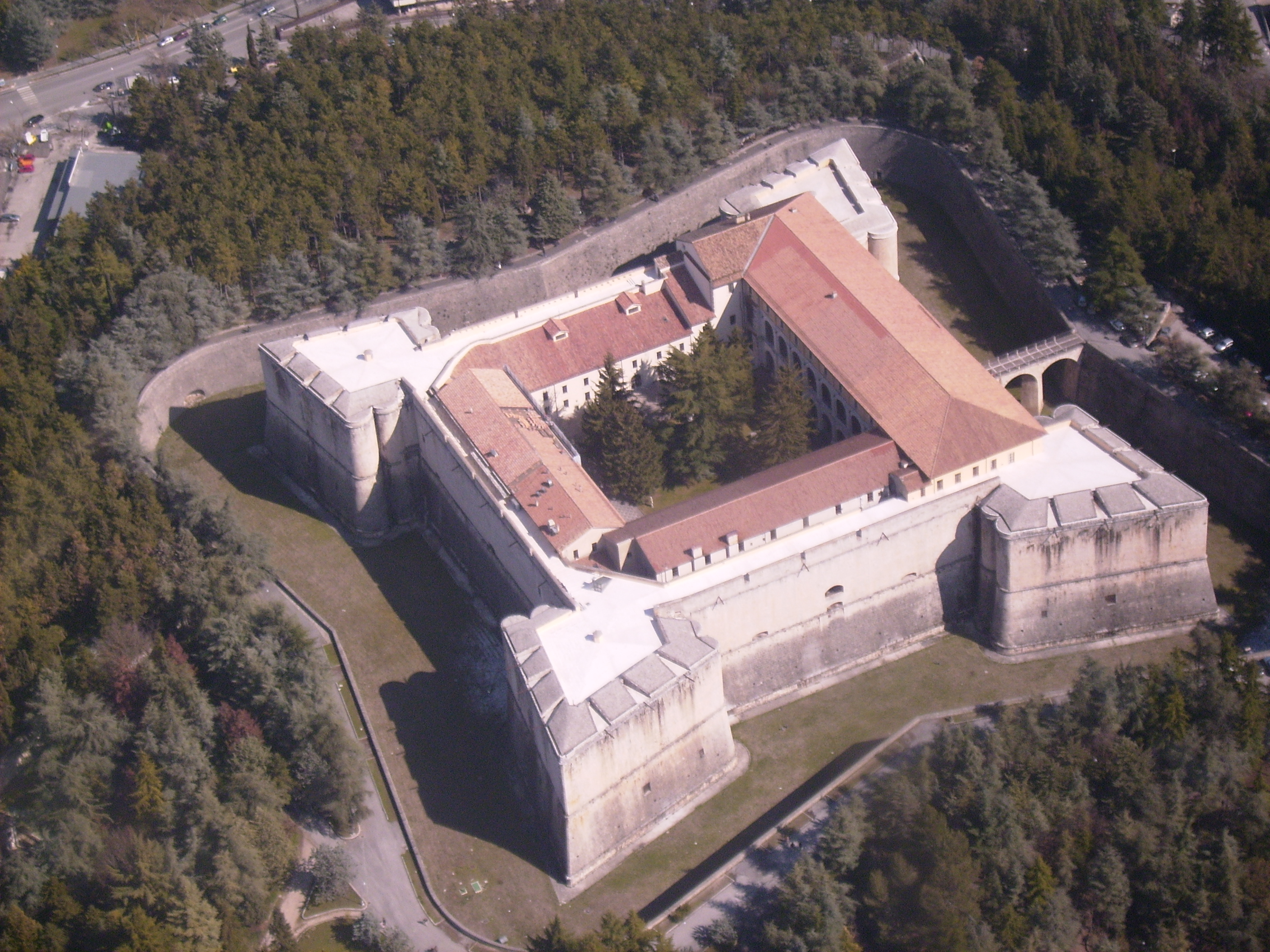
Forte Spagnolo

Das Kastell Forte Spagnolo aus der Zeit Karls V. diente einst als Zwingburg gegen das aufständische L’Aquila. Heute beherbergt es das Nationalmuseum der Abruzzen mit antiker und sakraler Kunst sowie einem Mammut-Skelett.
Die an einem der talseitigen alten Stadttore stehende Fontana delle 99 Cannelle (Brunnen der 99 Röhren) geht auf das Jahr 1272 zurück. Die Röhren, 93 davon mit Masken versehen, symbolisieren die Kastelle, aus deren Zusammenführung die Stadt L’Aquila entstand. Der Brunnen wurde nach schweren Beschädigungen durch das Erdbeben von 2009 restauriert und am 16. Dezember 2010 als erstes Monument der Stadt wieder der Öffentlichkeit übergeben.
Etwa 9 km von der Stadt entfernt stehen die Ruinen der Stadt der Sabiner Amiternum, die 293 v. Chr. von den Römern erobert wurde. Die am besten erhaltenen Baudenkmäler sind das Amphitheater und das Theater.
Im zu L’Aquila gehörenden Ort Bazzano liegt die Kirche Santa Giusta. Sie wurde im 9. Jahrhundert gegründet. Im heutigen Bau befinden sich antike und mittelalterliche Spolien. Die Fassade stammt aus dem Jahr 1238. Sie zeigt die typisch abruzzesische Eckverstärkung. Später gab es diverse Veränderungen. Das Fenster über dem Portal erhielt erst im Barock seine heutige Fassung.
Die Grabstätte des Lateiners, Juristen und Wegbereiters der LGBT-Menschenrechte Karl Heinrich Ulrichs in L’Aquila ist zu einem international beachteten Anziehungspunkt für Touristen geworden. Von der Stadtverwaltung wurde der Platz vor der Burg nach diesem von Juni 1883 bis zu seinem Tod im Juli 1895 in der Stadt seine Wahlheimat findenden Pionier der schwulen Bürgerrechtsbewegung benannt.

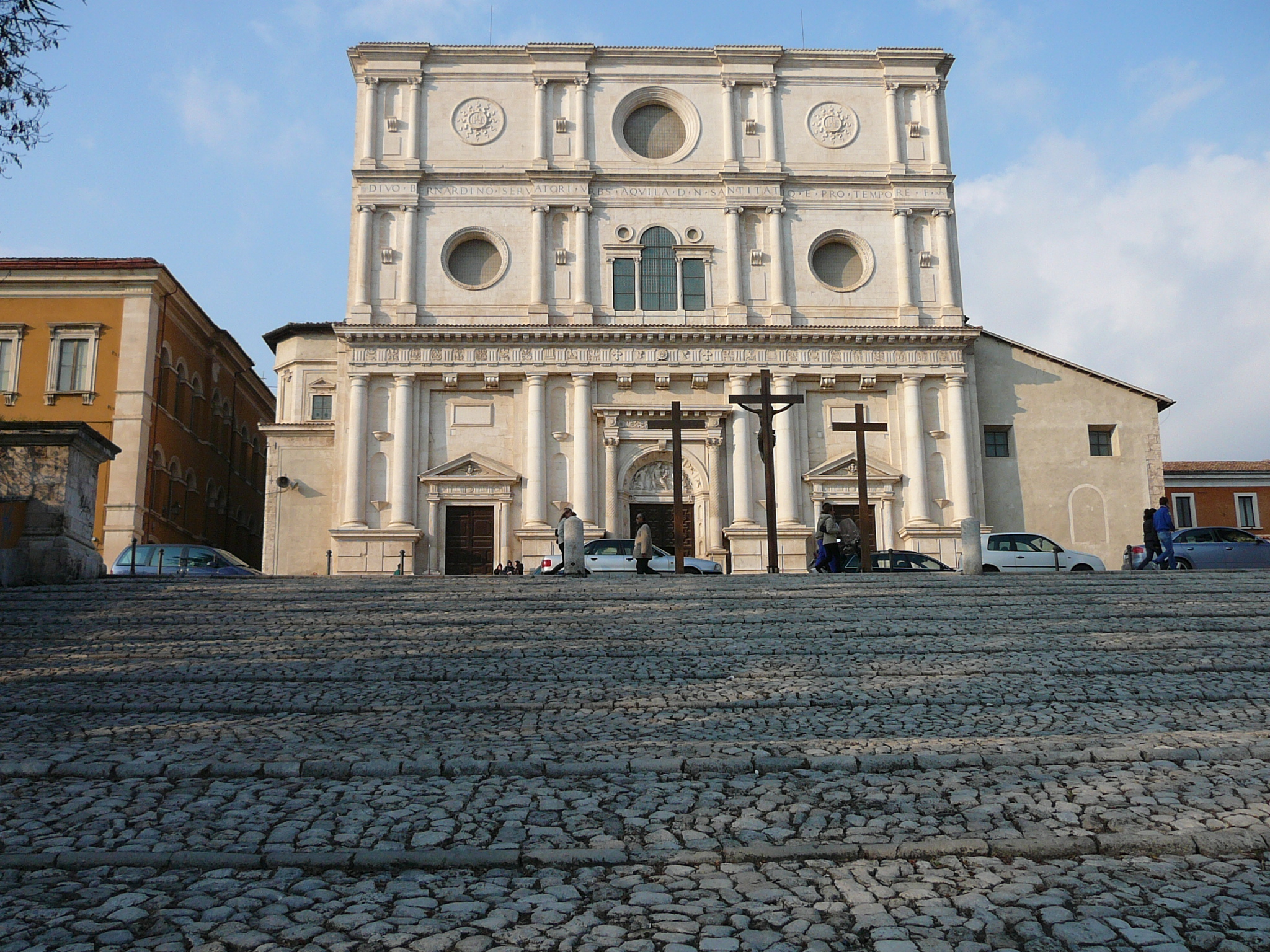
Fassade der Basilika San Bernardino
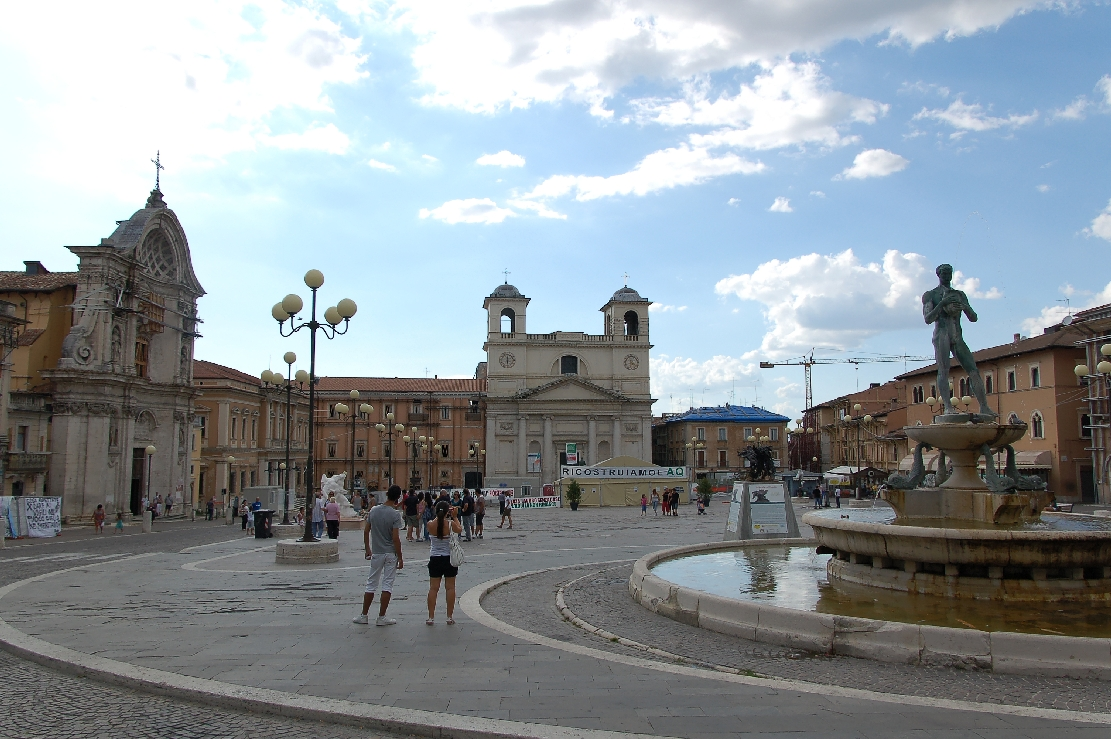
Piazza del Duomo mit Chiesa delle Anime Sante (links), 2011
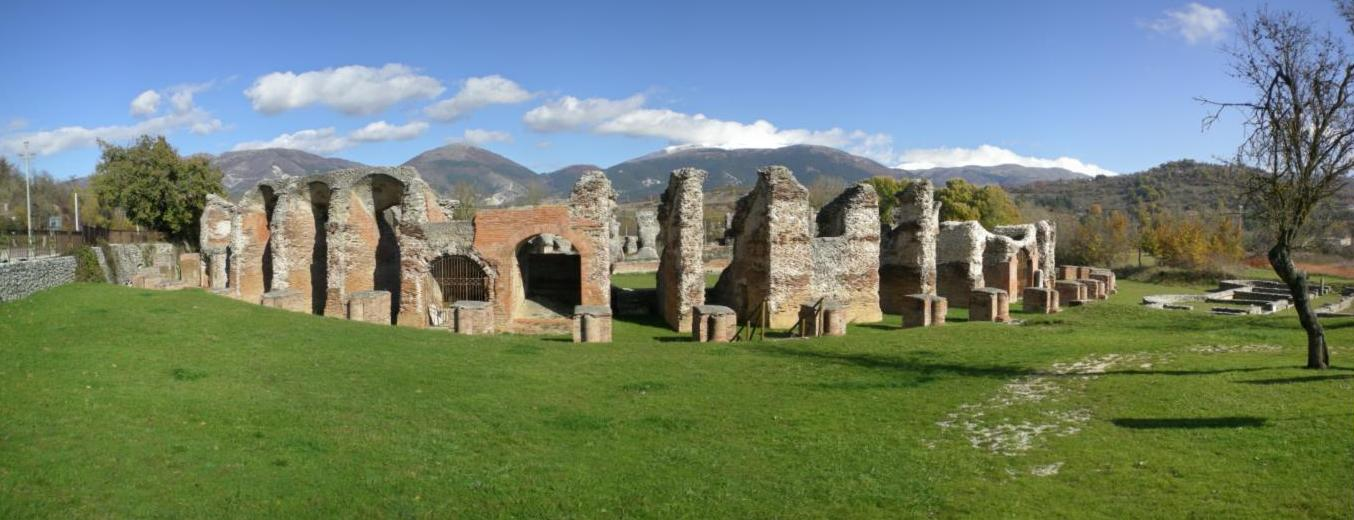
Amphitheater
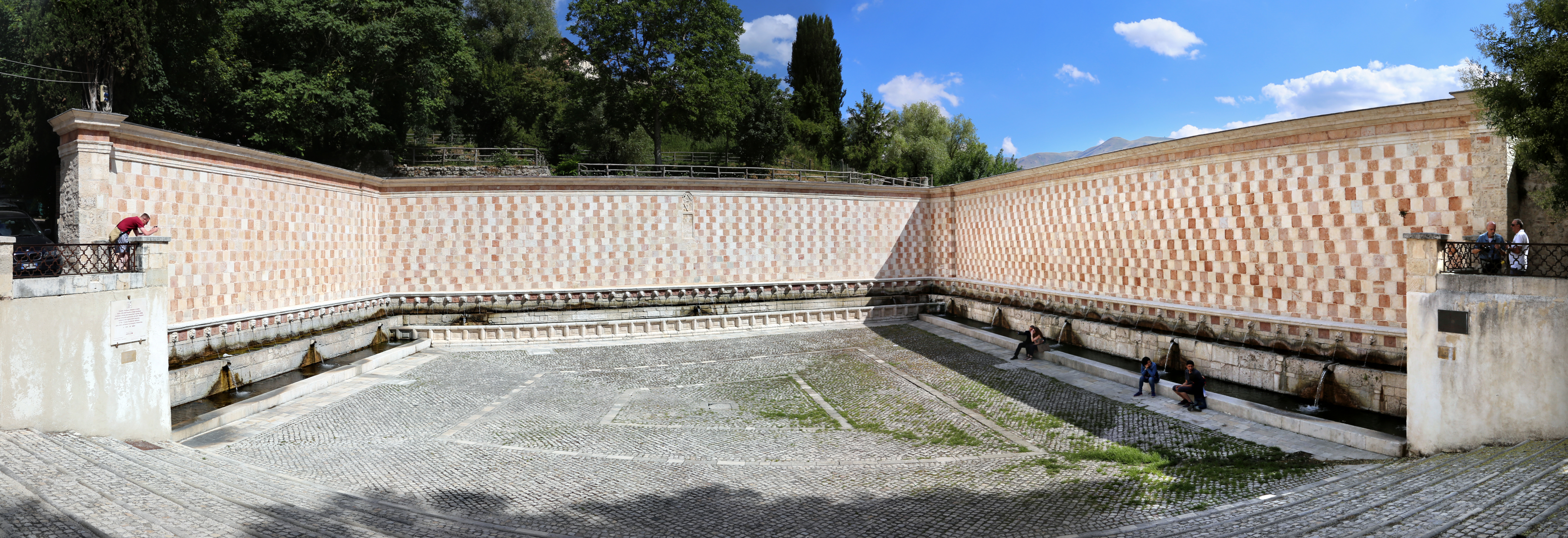
Fontana delle 99 cannelle
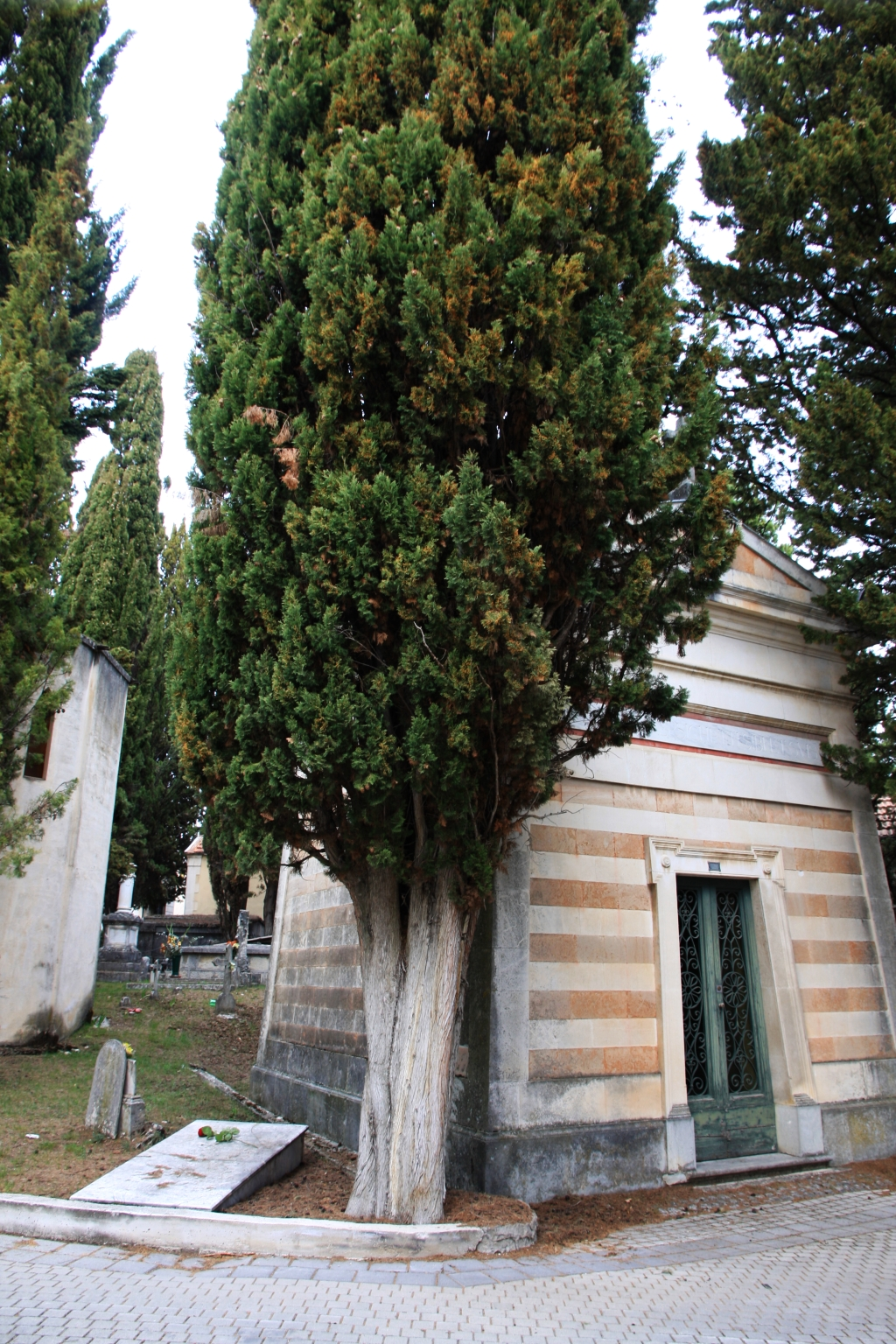
Grab von Karl Heinrich Ulrichs
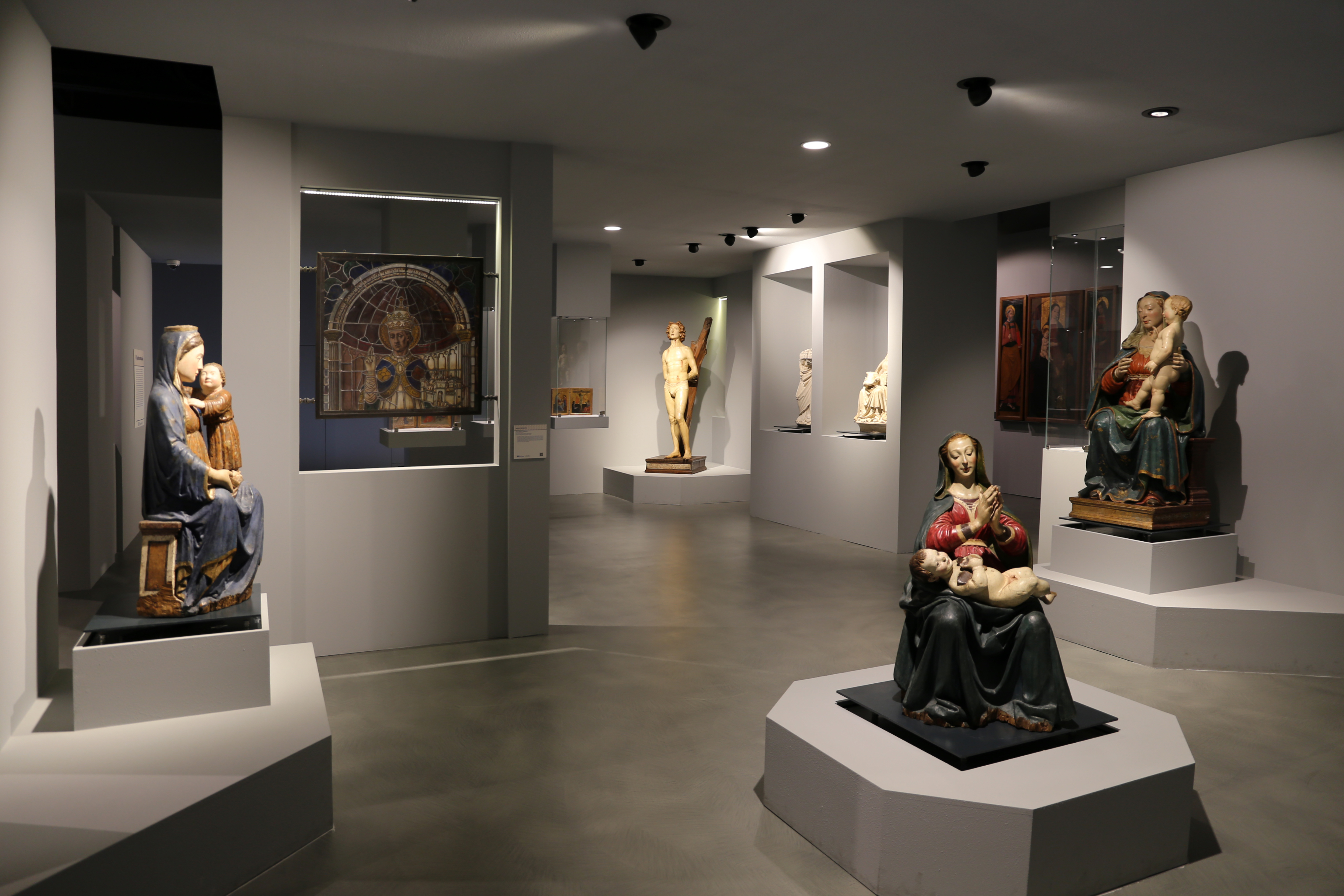
Museo nazionale d’Abruzzo
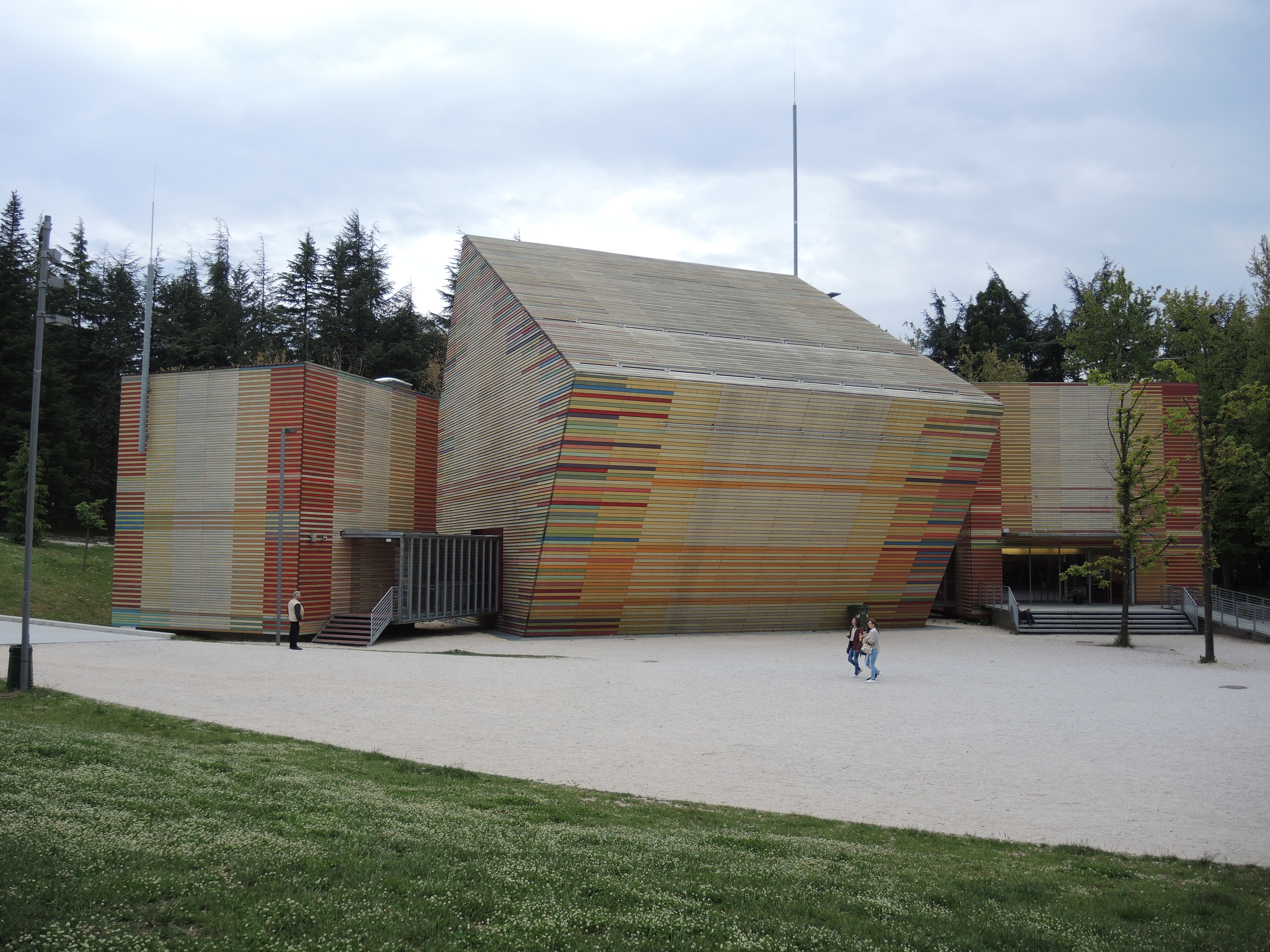
Auditorium del Parco

## Sport
Der höchstklassige Sportverein ist L’Aquila Rugby, der nach dem Abstieg in der Saison 2015/16 in der zweiten italienischen Liga antritt. L’Aquila Rugby ist fünffacher italienischer Meister (das bisher letzte Mal 1995).
Der örtliche Fußballverein L’Aquila Calcio ist in der Saison 2010/11 in der vierthöchsten Spielklasse, der Lega Pro Seconda Divisione, aktiv.
Im Jahre 2010 war die Stadt zum 9. Mal Zielort einer Etappe des Giro d’Italia.

## Verkehr
L’Aquila hat über die Autobahn A24 (Strada dei Parchi) eine gute Verbindung nach Rom, nach Teramo und zur Adriaküste. Außerdem ist es Kreuzungspunkt der Staatsstraßen SS 5 Via Tiburtina-Valeria und der SS17 Via dell’Appennino Abruzzese e Appulo Sannitico nach Apulien.
L’Aquila liegt an der Bahnstrecke Terni–Sulmona. Neben dem Flugplatz L’Aquila gibt es einen weiteren kleinen Flugplatz (Aviosuperficie) für die Allgemeine Luftfahrt.

## Politik
Am 23. April 2009 gab Italiens Ministerpräsident Silvio Berlusconi bekannt, den G8-Gipfel nach L’Aquila zu verlegen; das Kabinett wolle damit laut Berlusconi ein „positives Zeichen“ für die Erdbebenregion setzen.

### Partnerstädte
- Rottweil, Deutschland
- York (Stadtbezirk von Toronto), Kanada
- Cuenca, Spanien
- Hobart, Australien
- Zielona Góra, Polen
- Bernalda, Italien
- Bistrița, Rumänien
- Figueira da Foz, Portugal (seit 2019 in Anbahnung)[13]

## Persönlichkeiten
Söhne und Töchter der Stadt:
- Mariangelo Accursio (1489–1546), Renaissance-Humanist, Philologe und Epigraphiker
- Francesco De Marchi (1504–1576), Architekt, Autor und Erstbesteiger des Gran Sasso
- Anton Ludovico Antinori (1704–1778), Erzbischof, Geschichtsforscher und Epigraphiker
- Raffaele Monaco La Valletta (1827–1896), Kurienkardinal der römisch-katholischen Kirche
- Roberto Vicentini (1878–1953), Erzbischof und Diplomat
- Nazzareno De Angelis (1881–1962), Opernsänger
- Corrado Kardinal Bafile (1903–2005), Diplomat und Kurienkardinal
- Sabatino Ciuffini (1920–2003), Drehbuchautor
- Raffaele Andreassi (1924–2008), Dichter, Journalist und Dokumentarfilmer
- Ivano Fontana (1926–1993), Mittelgewichtsboxer
- Elena Pulcini (1950–2021), Professorin für Sozialphilosophie
- Massimo Mascioletti (* 1958), Rugbyspieler
- Luca D’Ascanio (* 1961), Drehbuchautor und Filmregisseur
- Annalisa De Simone (* 1983), Schriftstellerin
- Maria Enrica Spacca (* 1986), Leichtathletin
- Gianluca Speranza (* 1986 oder 1987), Pokerspieler
- Davide Vitturini (* 1997), Fußballspieler